# 米海舒德肯皮耶鄉

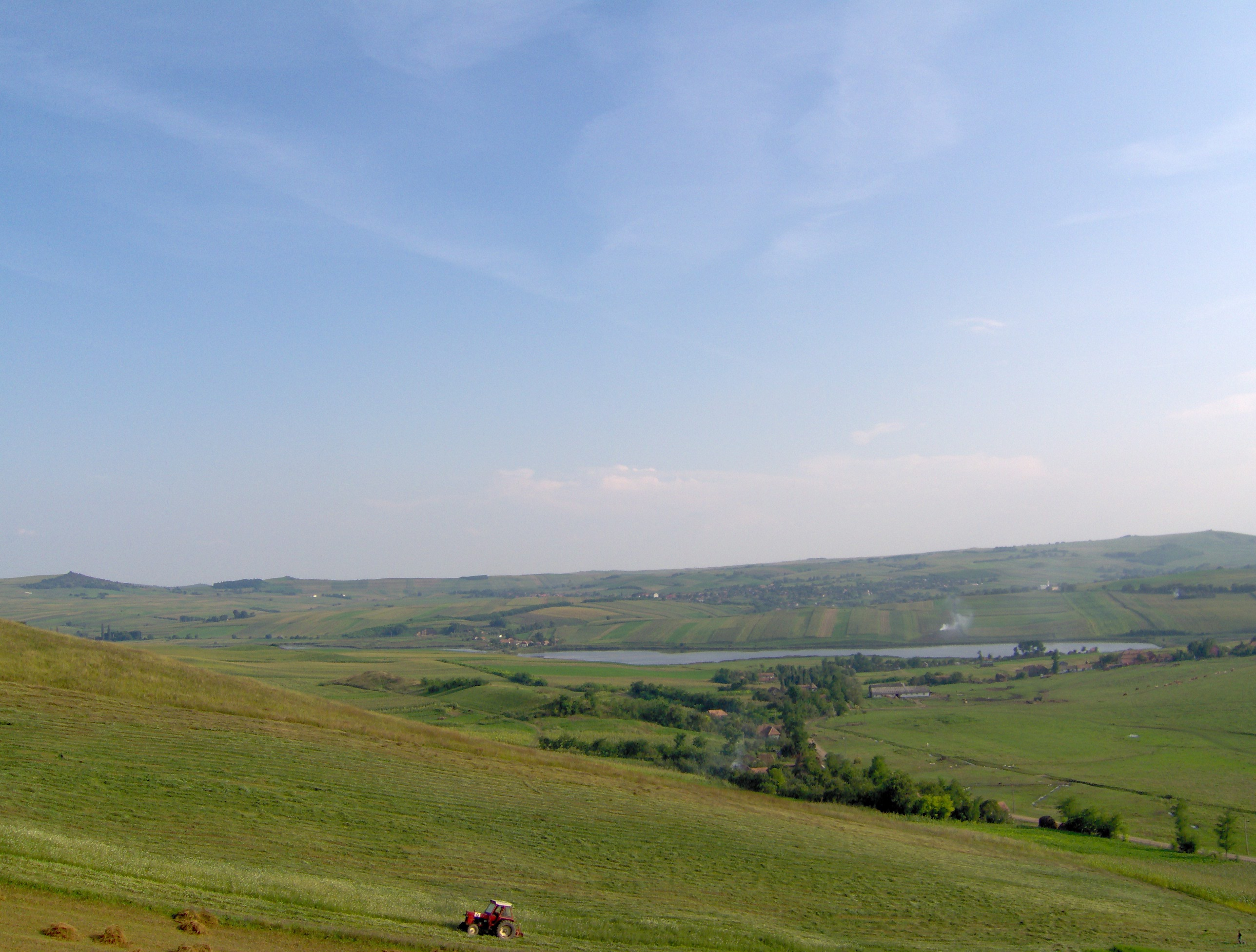

46°41′N 24°09′E / 46.68°N 24.15°E
米海舒德肯皮耶鄉（羅馬尼亞語：Comuna Miheșu de Câmpie, Mureș），是羅馬尼亞的鄉份，位於該國中部，由穆列什縣負責管轄，面積52平方公里，海拔高度374米，2007年人口2,597，人口密度每平方公里49人。